# Weltmeisterschaften im Modernen Fünfkampf 1957
1957 fanden die Weltmeisterschaften im Modernen Fünfkampf zum dritten Mal in Stockholm, Schweden, statt.

## Herren

### Einzel
| Platz | Land        | Sportler           |
| ----- | ----------- | ------------------ |
| 1     | Sowjetunion | Igor Nowikow       |
| 2     | Sowjetunion | Alexander Tarassow |
| 3     | Sowjetunion | Nikolai Tatarinow  |

### Mannschaft
| Platz | Land        | Sportler                                          |
| ----- | ----------- | ------------------------------------------------- |
| 1     | Sowjetunion | Igor Nowikow Alexander Tarassow Nikolai Tatarinow |
| 2     | Finnland    | Väinö Korhonen Eero Lohi Kalevi Pakarinen         |
| 3     | Ungarn      | János Body Géza Ferdinandy Sándor Szabó           |

## Medaillenspiegel
| Platz | Land        | Goldmedaille | Silbermedaille | Bronzemedaille |
| 1     | Sowjetunion | 2            | 1              | 1              |
| 2     | Finnland    | –            | 1              | –              |
| 3     | Ungarn      | –            | –              | 1              |